# Liste d'artistes de Japanoise
La liste suivante présente des artistes de Japanoise.

## Liste
- Boredoms[1],[2],[3]
- C.C.C.C.[1]
- Keiji Haino[3]
- Hanatarash[1]
- Hijokaidan[1]
- Incapacitants[1],[2]
- Masonna[1]
- Melt-Banana[2]
- Merzbow[1],[3]
- Yoshihide Ōtomo[3]
- K.K. Null[3]
- Ruins[2],[3]

### Sources
- (en) Mathew Gregory, Towards a Universal Language: Evaluating Autonomy, Identity, and the Metropolis in the Legacy of Japanese Experimental Music (thèse de doctorat), Liverpool John Moores University, 2006 (lire en ligne)